# 真木和
真木 和（まき いずみ、1968年12月10日 - 2018年10月18日）は、日本女子の元陸上競技（長距離走・マラソン）選手。
1992年バルセロナオリンピック・女子10000mと、1996年アトランタオリンピック女子マラソンに、二大会連続で五輪代表選出や、世界陸上選手権2度出場（ともに10000m）など、1990年代前半から後半にかけて活躍した。現役引退後は恩師であるシスメックス女子陸上部顧問・藤田信之が監督として主催の「F・R・A 藤田ランニングアカデミー」のアドバイザリー・スタッフを務めていた。

## 来歴

### 陸上競技歴（長距離走）
愛媛県今治市（旧越智郡波方町）出身。愛媛県立今治北高等学校在籍中から頭角を現し、1987年ワコール入社後は長距離トラック競技（3000m～10000m）や、駅伝競走などでも所属チームの優勝に貢献するなどで活躍する。
1991年、世界陸上東京大会では女子10000mに初めて代表選出される。他にも五十嵐美紀、松野明美と3選手が代表入りとなる。松野は予選で落選となったが、真木と五十嵐が決勝進出。しかし初めての世界大会出場のプレッシャーからか2人とも全く本来の走りが出来ず、真木は20位、五十嵐は16位に終わった。
1992年、真木は兵庫リレーカーニバルで、松野明美の持つ10000mのタイムを更新する、31分40秒38をマークして日本新記録達成。その後日本陸上競技選手権大会で優勝し、バルセロナオリンピック女子10000m代表に選出された。他五十嵐美紀と鈴木博美も五輪代表選出へ。バルセロナ五輪10000m本番では予選で鈴木が通過できなかったが、真木と五十嵐の2人が昨年世界陸上同様に決勝へ進出する。真木も五十嵐も昨年と打って変わって積極的なレースを見せ、8位入賞も夢ではないかと思われたが、2人ともレース後半ペースダウン、真木は12位、五十嵐も14位と入賞にあと一歩及ばなかった。
1993年、8月の世界陸上シュトゥットガルト大会に再び女子10000mで出場。片岡純子は予選落ちしたが、真木と吉田直美が決勝進出。しかし決勝では入賞争いに加われず、真木は17位、吉田は15位に終わった。その後当時ワコールの監督であった藤田信之は真木に「10000mで世界では勝てない、世界一になるならマラソンしかない」とマラソン転向を勧められたが、真木は迷い答えを出せずにいた。9月19日の日本記録挑戦会（尼崎）で20000mに出場、1時間06分48秒8の日本記録を樹立する（この記録は25年以上が経過した2021年時点でも日本記録としては破られていない）。

### 陸上競技歴（マラソン）
1995年、札幌国際ハーフマラソンで真木は1着でゴールしながらも、その後不運にもドーピング違反で失格、3か月の出場停止処分が下される（しかし真木も藤田監督も何故ドーピングに引っ掛かるのか全く分からなかった、という）。アトランタオリンピック前年の時期に思わぬ試練に立たされた真木であったが、翌1996年の東京シティハーフマラソンでは1時間8分18秒でゴール、当時のハーフマラソン日本最高記録で優勝し、汚名を返上した格好となった。アトランタ五輪・女子マラソン選考会だった大阪国際女子マラソンを回避するも、最終選考レースの名古屋国際女子マラソンに、真木はエントリーを決める事となる。
その名古屋国際女子マラソンは、真木にとって全く初めての42.195kmであったが、初マラソンとは思えない程の落ち着いた走りで、先頭集団の目立たない位置でレースを進めていった。レースが動いたのは後半30km過ぎ、集団から飛び出したのは真木だった。その後先頭集団がばらけ、さらに真木がペースを上げると、バルセロナ五輪・女子マラソン金メダリストのワレンティナ・エゴロワ（ロシア）らが遅れ始め、そして最後まで真木に食らいついた盛山玲世も残り約1km地点で脱落し、真木が2時間27分32秒の当時名古屋の大会記録に迫る好タイムで初優勝。そして有森裕子・浅利純子らと共に、女子マラソンの種目でアトランタ大会の日本代表に2大会連続で五輪選出された。
ところが、実は真木が名古屋に出走する前から、足の怪我を抱えていた。名古屋のレースでは怪我を全く感じさせない走りを見せたが、その後故障が悪化。アトランタ五輪が近づいても、満足に練習できない状態が続き、歯がゆさを感じるようになった。一時は五輪出場辞退も考えた程だったが、それでもなんとか間に合わせ、1996年7月28日にアトランタ五輪・女子マラソン本番の日を迎える事となった。しかし、足の故障の影響がレース序盤の10kmを過ぎて出てしまい、浅利と共に優勝争いから脱落。真木は後半30km辺りから怪我の痛みがやわらぎ、追い上げを開始したもののそれも時既に遅過ぎた。ゴールタイムは2時間32分35秒で、結局バルセロナ五輪10000mと同じ奇しくも12位という成績だった（有森は3位入賞・銅メダルで、バルセロナ大会（銀メダル）に続く五輪2大会連続メダル獲得を達成。浅利は17位）。

### 現役引退後
アトランタ五輪後の真木は結局故障が完治せず、本来の輝きを失って引退となりコーチに就任。その後ワコールが監督の藤田を解雇すると、真木たち女子部員何人かも一緒に退社した。その部員の中には真木に憧れて入社という野口みずきもいた。しばらく無職でハローワークで職探ししながらの練習となったが、1999年グローバリーが手を差し伸べ、藤田監督、真木コーチ、野口などの選手たちの集団で、グローバリー陸上競技部を設立した（しかし2005年グローバリー陸上競技部も廃部、その後藤田監督と野口選手等はシスメックスへ移籍となった）。
2003年に真木は関西テレビ局員の山岡重行と結婚し、グローバリーのコーチ業を退職した。その後、長男を出産し一児の母となったが藤田や野口と晩年まで親交が深く、野口が2004年アテネオリンピックで優勝し金メダルを獲得した際も、真木は陸上専門誌に野口の快挙を祝う手記を発表した。また、真木は弘山晴美と鈴木（現・伊東）博美と3人共に同期生（1968年度生まれ、松野も同期で4人揃って「四天王」とも呼ばれた。）で、仲の良い戦友でもあった。2006年、名古屋国際女子マラソンで弘山が初優勝した際、長男を連れていた真木は鈴木とゴール後の弘山と嬉しい抱擁を交わしていた。

### 49歳で死去
しかし結婚・長男出産から1年後の2004年、真木は初期の乳癌を発症し以降は抗がん剤治療などで関係者に知らせず通院を続けていた。だが、2017年頃に入ると肝臓などにも癌転移が発覚、2018年10月7日に検査入院したが、真木本人から「最期は自宅で過ごしたい」との希望で10月13日に退院した。それから僅か5日後の2018年10月18日、乳癌のため大阪府箕面市の自宅にて49歳で死去した。
ワコール・グローバリー所属時に監督だった藤田は7月末にワコールOG会で会話したのが最後の面会だったが
「元気がなかった」と感じたといい、訃報には「ショックです」と述べ、後輩選手だった野口も、「突然の事でビックリしました」「気持ちが強い先輩なので（病気のことは）表には出されていませんでした。ショックです」、1984年ロサンゼルス五輪女子マラソン日本代表・現スポーツライターの増田明美も「フォームが誰よりも美しい選手だった。ボーイッシュでかわいくて、大きな目でしっかり前を見て走る姿がすごく印象に残っている。早すぎるお別れが残念でならない」など、それぞれ真木の若過ぎる死に追悼のコメントを述べていた。